# Rustem Sabirchuzin
Rustem Vilevič Sabirchuzin (in russo Рустем Вилевич Сабирхузин?; Ufa, 4 gennaio 1978) è un pentatleta russo naturalizzato kazako.

## Palmarès
In carriera ha conseguito i seguenti risultati:
- Mondiali:

Budapest 1999: argento nel pentathlon moderno staffetta a squadre.
Pesaro 2000: argento nel pentathlon moderno staffetta a squadre.
Pesaro 2003: argento nel pentathlon moderno staffetta a squadre.
Mosca 2004: oro nel pentathlon moderno a squadre.
Varsavia 2005: oro nel pentathlon moderno a squadre ed argento staffetta a squadre.
- Europei

Drzonków 1999: bronzo nel pentathlon moderno staffetta a squadre.
Székesfehérvár 2000: oro nel pentathlon moderno a squadre.
Albena 2004: bronzo nel pentathlon moderno a squadre.
Montepulciano 2005: argento nel pentathlon moderno a squadre e staffetta a squadre e bronzo individuale.
Budapest 2006: bronzo nel pentathlon moderno staffetta a squadre.
Riga 2007: oro nel pentathlon moderno a squadre ed argento individuale.
Mosca 2008: oro nel pentathlon moderno staffetta a squadre.